# Municipio de Santiago Xanica
El municipio de Santiago Xanica es uno de los 570 municipios del estado mexicano de Oaxaca. Su cabecera es la localidad de Santiago Xanica.

## Geografía
El municipio de Santiago Xanica colinda al norte con el municipio de San Juan Ozolotepec; al este con el municipio de San Miguel del Puerto; al sur con el municipio de Santa María Huatulco; y al oeste con los municipios de San Mateo Piñas y Santa María Ozolotepec.

## Localidades
El municipio de Santiago Xanica cuenta con once localidades.
| Localidad              | Población (2020) |
| ---------------------- | ---------------- |
| San Felipe Lachilló    | 915              |
| Santiago Xanica        | 832              |
| San Antonio Ozolotepec | 461              |

## Gobierno
El municipio de Santiago Xanica se rige mediante el sistema de usos y costumbres.
| Presidente municipal           | Periodo   |
| ------------------------------ | --------- |
| Efrén Erasto García Matías     | 1996-1998 |
| Juan Cruz López                | 1999-2001 |
| Palemón Martínez Blas          | 2001      |
| Alejandro Agustín Díaz Ramírez | 2002-2004 |
| Sergio Antonio García Cruz     | 2005-2007 |
| Jaime Sánchez Cortés           | 2008-2010 |
| Roberto Cabrera Vera           | 2011-2013 |
| César Reynaldo Luis Díaz       | 2013-2016 |
| Ricardo Luria                  | 2017-2018 |
| Aida Hernández Moreno          | 2020-2022 |
| Míriam Sulamita Díaz Luis      | 2023-2025 |